# Giorgio Demetrio Gallaro
Giorgio Demetrio Gallaro (Pozzallo, 16 gennaio 1948) è un arcivescovo cattolico italiano, dal 15 febbraio 2023 segretario emerito del Dicastero per le Chiese orientali.

## Biografia
Nasce a Pozzallo, in provincia di Ragusa e diocesi di Noto, il 16 gennaio 1948.

### Formazione e ministero sacerdotale
Dopo gli studi per la preparazione al sacerdozio, svolti al seminario di Noto, nel 1968 si trasferisce con la famiglia a Los Angeles, dove completa i corsi teologici presso il "St. John Seminary".
Nel 1971 è ordinato diacono, mentre il 27 maggio 1972 è ordinato presbitero dall'arcivescovo Timothy Manning (poi cardinale) per l'arcidiocesi di Los Angeles. Dopo l'ordinazione presta servizio per otto anni in due comunità parrocchiali dell'arcidiocesi.
Compie gli studi superiori presso il Pontificio istituto orientale di Roma e alla Pontificia università "San Tommaso d'Aquino", dove consegue la licenza in teologia ecumenica e il dottorato in diritto canonico orientale.
Nel settembre 1987 è incardinato nel clero dell'eparchia di Newton dei Melchiti, dove ricopre l'incarico di parroco in varie parrocchie. Svolge il suo ministero anche nell'eparchia di Stamford e nell'arcieparchia di Pittsburgh; in quest'ultima ricopre gli incarichi di sincello per gli affari canonici, di vicario giudiziale e di insegnante di diritto canonico e teologia ecumenica al seminario bizantino cattolico dei Santi Cirillo e Metodio; è anche giudice d'appello per l'arcieparchia di Filadelfia degli ucraini.
Nel 2011 diviene vicepresidente della Società per il diritto delle Chiese orientali e, nel 2013, consultore della Congregazione per le Chiese orientali.

### Ministero episcopale
Il 31 marzo 2015 papa Francesco lo nomina eparca di Piana degli Albanesi; succede a Sotìr Ferrara, precedentemente dimessosi per raggiunti limiti di età. Il 28 giugno successivo riceve l'ordinazione episcopale, nella cattedrale di San Demetrio Megalomartire, dall'eparca di Lungro Donato Oliverio, co-consacranti Dimitrios Salachas, esarca di Grecia, e Nicholas James Samra, eparca di Newton. Durante la stessa celebrazione prende possesso dell'eparchia.
Il 25 febbraio 2020 papa Francesco lo nomina segretario della Congregazione per le Chiese orientali e lo eleva alla dignità di arcivescovo, assegnandogli la sede titolare di Tricala; succede a Cyril Vasiľ, precedentemente nominato amministratore apostolico sede plena dell'eparchia di Košice. Dallo stesso giorno e fino al 19 giugno 2023 è amministratore apostolico di Piana degli Albanesi.
Il 4 luglio 2020 papa Francesco lo nomina consultore del Pontificio consiglio per la promozione dell'unità dei cristiani.
Parla correntemente l'italiano e l'inglese, mentre liturgicamente utilizza il greco antico e l'albanese, come da tradizione della Chiesa greco-cattolica Italo-Albanese. Durante la formazione al sacerdozio ha studiato la grammatica della lingua albanese letteraria. Ha già officiato in arabo, come da tradizione della Chiesa cattolica greco-melchita.

## Genealogia episcopale
La genealogia episcopale è:
- Arcivescovo Atanas Mihajlov Chalakov
- Arcivescovo Nilo Isvoroff
- Vescovo Michel Petkoff
- Arcivescovo Michel Miroff
- Eparca Isaias Papadopoulos
- Eparca Giovanni Mele
- Eparca Giovanni Stamati
- Eparca Ercole Lupinacci
- Eparca Donato Oliverio
- Arcivescovo Giorgio Demetrio Gallaro

## Opere
È autore di opere riguardanti il diritto canonico, oltre che la dottrina e la spiritualità dell'Oriente cristiano:
- Giorgio Demetrio Gallaro (a cura di), Luce di vita. Catechismo della Chiesa Bizantina, Roma, Valore Italiano, 2018,  p. 414, ISBN 978-88-97789-62-8.

## Controversie

### Critiche sulla latinizzazione
Mons. Giorgio Demetrio Gallaro è stato aspramente criticato e ha avuto forti contrasti con la comunità albanese di Sicilia, osservante il cattolicesimo bizantino, perché apparentemente non si è distinto nel sostenere le tradizioni orientali locali. Mons. Gallaro ha esplicitamente invitato il clero dell'eparchia di Piana degli Albanesi, che lo accusava di non curare a sufficienza il mantenimento delle specifiche tradizioni liturgiche e disciplinari, all'uso dell'italiano, piuttosto che dell'albanese e del greco antico, ignorandone giacché l'aspetto storico ed etnico-religioso. Incurante delle prescrizioni liturgiche, ha celebrato nelle chiese latine dell'eparchia indossando paramenti latini, provocando indignazione e incredulità; ha accorciato le solenni liturgie bizantine della Settimana santa, alle quali la popolazione è molto affezionata.
La nomina di un eparca non italo-albanese, di formazione latina e solo successivamente accostatosi al rito greco-bizantino, aveva già destato nel 2015, presso gli albanesi di Sicilia, un'accoglienza fredda e grandi dubbi, confermati dalle ufficiature di Professione e Giuramento e di Ordinazione dell’eparca Giorgio Demetrio, nelle quali non è stata udita una sola sillaba nella propria lingua albanese.
L'amarezza della gente si è manifestata su due punti in particolare: la scelta di spostare, apparentemente senza una fondata ragione, i papàs nei vari comuni e parrocchie dell'eparchia e, soprattutto, la scoperta delle manovre in corso tra mons. Gallaro e alcune sfere clericali esterne agli arbëreshë per istituire una metropolia che non riguardasse solo gli italo-albanesi, ma tutti i bizantini-cattolici d'Italia di recente immigrazione, compresi, per esempio, gli slavi. Si deve rimarcare che da secoli (almeno fino agli anni '90) la Chiesa cattolica italo-albanese è l'unica realtà canonico-liturgica orientale riscontrabile in Italia, con storia e tradizioni proprie, una delle più antiche di rito orientale, da sempre riconosciuta e tenuta in considerazione dalla Santa Sede, come rara testimonianza della persistente unità della Chiesa pur nella diversità delle tradizioni; e che perciò si pone da tempo come obiettivo una sua metropolia, comprendente le eparchie di Lungro, Piana degli Albanesi e il monastero di Grottaferrata.
Un centinaio di fedeli ha manifestato sotto la sede episcopale, sia per scongiurare la "latinizzazione" dell'eparchia di Piana degli Albanesi, sia per evitare l'inglobamento della Chiesa italo-albanese in un'entità che ne avrebbe minato l'esistenza etnica dopo più di cinque secoli in terra "straniera e latina". La protesta popolare ha denunciato le umiliazioni inferte al rito orientale e alla cultura albanese, gridando contro le iniziative che danneggiano la natura bizantina dell'eparchia. Mons. Gallaro si è difeso dalle critiche, sostenendo che alcuni sacerdoti avevano sobillato i fedeli e che il suo operato era in continuità con altri papàs che, prima di lui, avrebbero già latinizzato alcune pratiche religiose. I fedeli tutti dell'eparchia di Piana degli Albanesi hanno successivamente scritto una lettera aperta al pontefice, pubblicata sul blog "Stilum Curiae", nella speranza che egli trovi una soluzione.